# ميكييا إيتو
ميكييا إيتو (باليابانية: 衛藤 幹弥) (مواليد 29 سبتمبر 1999) هو لاعب كرة قدم ياباني.

## وصلات خارجية
- ميكييا إيتو على موقع رابطة كرة القدم اليابانية للمحترفين (اليابانية)
- ميكييا إيتو على موقع Soccerway.com (الإنجليزية)
- ميكييا إيتو على موقع عالم كرة القدم.نت (الإنجليزية)